# Methusalem-Quadrille
Methusalem-Quadrille, op. 376, är en kadrilj av Johann Strauss den yngre. Var och när verket framfördes första gången är osäkert.

## Historia
Den 3 januari 1877 hade Johann Strauss femte operett premiär: Prinz Methusalem. Medan texten fick en del kritik hyllades Strauss musik och ansågs överträffa allt vad han dittills hade presterat för scenen. Sin vana trogen arrangerade han en rad orkesterstycken på motiv ur den nya operetten. Strauss förläggare C.A. Spina publicerade kadriljen i maj 1877. Sent på våren eller under sommaren 1877 förekom kadriljen i repertoaren till Capelle Strauss under ledning av Eduard Strauss. Det har inte kunnat fastställas exakt när och var verket framfördes första gången, men dess popularitet var sådan att kadriljen förekom på karnevalsbalerna året därpå.

## Om kadriljen
Speltiden är ca 5 minuter och 32 sekunder plus minus några sekunder beroende på dirigentens musikaliska tolkning.
Kadriljen var ett av fem verk där Strauss återanvände musik från operetten Prinz Methusalem:
- O schöner Mai!, Vals, Opus 375
- Methusalem-Quadrille, Kadrilj, Opus 376
- I-Tipferl-Polka, Polka-francaise, Opus 377
- Banditen-Galopp, Polka-Schnell, Opus 378
- Kriegers Liebchen, Polkamazurka, Opus 379

## Weblänkar
- Methusalem-Quadrille i Naxos-utgåvan.